# Wanda Szczepanowska
Wanda Szczepanowska (ur. 18 grudnia 1889 we Lwowie, zm. 4 lutego 1978) – polska malarka, artystka zajmująca się głównie tkactwem artystycznym.

## Życiorys
Była córką Heleny z Wolskich oraz Stanisława Szczepanowskiego, siostrą Eleonory Plutyńskiej.
Studiowała na uniwersytetach we Lwowie, Oxfordzie i Lozannie. Za pracę w Polskich Kolumnach Sanitarnych bp. Adama Stefana Sapiehy w czasie I wojny światowej została odznaczona Medalem Niepodległości. Od 1923 roku studiowała  w Krakowie malarstwo w Wolnej Szkole Malarstwa i Rysunku Ludwiki i Wilhelma Mehofferów. Od jesieni 1925 roku kontynuowała naukę w Akademii Sztuk Pięknych w Warszawie. Od 1926 roku należała do Spółdzielni Artystów Plastyków „Ład”. Dzięki chemicznemu wykształceniu została w Spółdzielni "Ład" kierowniczką farbiarni, którą prowadziła początkowo z Janiną Grzędzielską. Akademię Sztuk Pięknych w Warszawie ukończyła w 1930 roku.
Od września 1939 roku pracowała jako pielęgniarka w Szpitalu Ujazdowskim w Warszawie. Po wojnie zaangażowana w organizację warsztatów reaktywowanego "Ładu".
Od 1953 roku pełniła rolę pracownika dydaktycznego na warszawskiej ASP. Uprawiała głównie tkactwo krosnowe (gobeliny, kilimy) i żakardowe. Przyczyniła się do rekultywacji farbiarstwa roślinnego. W twórczości malarskiej wykorzystywała dawne techniki malarskie.